# 2012年足球
以下記載著2012年世界各地有關足球的重要事件，包括曾經發生過的大事和國際性賽事、各地聯賽及盃賽冠軍、球員獎項、退役名將以及逝世球員。

## 大事紀

### 1月至3月
- 1月，美斯第三度奪得國際足協金球獎，日本的澤穗希則當選足球小姐[1]。
- 1月21日至2月12日，2012年非洲國家盃在赤道幾內亞及加彭舉行。
- 2月，卡比路因支持約翰·泰利而辭去英格蘭國家足球隊領隊職務[1]。
- 2月1日，埃及塞德港體育場發生嚴重球迷騷亂，造成至少79人遇难[2][3]。
- 2月12日，非洲國家盃決賽，贊比亞憑互射十二碼，8:7擊敗科特迪瓦，首度捧盃。
- 3月，保頓中場梅姆巴在作客對熱刺的英格蘭足總盃，因心臟病而休克，經搶救後保住性命，其心臟一度停止跳動長達78分鐘[1]。
- 3月，維拉斯-波亞斯被車路士開除，其領隊位置由迪馬堤奧補上[1]。
- 3月8日至3月19日，2012年亞洲挑戰盃在尼泊爾舉行。

### 4月至6月
- 4月，荷蘭名帥艾禾卡特再掌燕豪芬的帥印[1]。
- 5月，皇馬在西甲於破紀錄的100分積分力壓巴塞隆拿奪冠，摩連奴及基斯坦奴朗拿度同贏得首個西甲錦標[1]。
- 5月，鶴臣獲委任為英格蘭國家足球隊領隊，並簽約4年[1]。
- 6月，西班牙少帥哥迪奧拿離開巴塞隆拿[1]。
- 6月，碧咸未能入選英國奧林匹克足球隊[1]。
- 6月3日至6月11日，2012年大洋洲國家盃在斐濟舉行。
- 6月8日至7月1日，2012年歐洲國家盃在烏克蘭及波蘭舉行。

### 7月至9月
- 7月，蘇格蘭班霸球會格拉斯哥流浪因財政困難，被足總罰降落蘇格蘭足球丙級聯賽比賽[1]。
- 7月25日至8月11日，2012年夏季奧林匹克運動會足球比賽在倫敦、曼徹斯特、卡地夫、泰恩河畔紐卡斯爾、格拉斯哥及考文垂舉行，決賽將於溫布萊球場舉行。
- 8月，墨西哥國家足球隊於倫敦奧運男子足球決賽，在爆冷的情況下以2:1擊敗巴西國家足球隊奪金[1]。
- 9月，車路士隊長泰利因對昆士柏流浪的安東·費迪南涉及種族歧視言論，被英格蘭足總罰停賽4場及22萬英鎊[1]。
- 9月10日，中國國家足球隊作客友賽巴西國家足球隊，中國隊0:8慘敗，創歷來最大比分失利記錄。
- 10月，德國國家足球隊前隊長波歷克宣佈退休[1]。

### 10月至12月
- 11月，東南亞足球錦標賽由馬來西亞及泰國合辦，決賽採用主客制進行，結果新加坡兩回合以總比數3–2擊敗東道主之一的泰國獲勝。
- 11月，迪馬堤奧在執教94日後被車路士解僱，由賓尼迪斯頂上並執教至季尾[1][4]。
- 12月，碧咸協助洛杉磯銀河成功衞冕美國職業足球大聯盟季後賽總冠軍，並結束於美職聯的5年半生涯[1]。
- 12月，哥連泰斯於日本擊敗車路士贏得國際足協世界冠軍球會盃錦標[1]。

## 國際性賽事

### 球會級別賽事
| 賽事               | 賽事                           | 決賽舉行地點       | 冠軍 | 亞軍 | 決賽比數 |
| ------------------ | ------------------------------ | ------------------ | ---- | ---- | -------- |
| 世界               | 世界冠軍球會盃                 | 日本橫濱，日產球場 |      |      |          |
| 歐洲               |                                |                    |      |      |          |
| 歐洲聯賽冠軍盃     | 德国慕尼黑，安聯球場           |                    |      |      |          |
| 歐霸盃             | 羅馬尼亞布加勒斯特，國家體育場 |                    |      |      |          |
| 歐洲超級盃         | 摩納哥，路易二世體育場         |                    |      |      |          |
| 南美               | 南美自由盃                     | 決賽採用主客制進行 |      |      |          |
| 南美               | 南美球會盃                     | 決賽採用主客制進行 |      |      |          |
| 南美               | 南美超級盃                     | 決賽採用主客制進行 |      |      |          |
| 中北美洲           |                                |                    |      |      |          |
| 中北美聯賽冠軍盃   | 決賽採用主客制進行             |                    |      |      |          |
| 加勒比海球會錦標賽 |                                |                    |      |      |          |
| 亞洲               |                                |                    |      |      |          |
| 亞洲聯賽冠軍盃     |                                |                    |      |      |          |
| 亞洲足協盃         |                                |                    |      |      |          |
| 亞洲足協會長盃     |                                |                    |      |      |          |
| 非洲               |                                |                    |      |      |          |
| 非洲聯賽冠軍盃     | 決賽採用主客制進行             |                    |      |      |          |
| 非洲足球聯合會盃   | 決賽採用主客制進行             |                    |      |      |          |
| 非洲超級盃         |                                |                    |      |      |          |
| 大洋洲             |                                |                    |      |      |          |
| 大洋洲聯賽冠軍盃   | 決賽採用主客制進行             |                    |      |      |          |

## 逝世
莫罗西尼

## 歧視案
- 阿仙奴小將費林邦在twitter中因為反猶太人言論而遭到了6000英鎊罰款。
- 曼聯新人拉夫摩利臣因為歧視同性戀而遭到7000英鎊罰款。
- 利物浦小將蘇素因為在twitter上開玩笑稱隊友荷西安歷基像同性戀，而被罰10000英鎊。
- 曼聯前鋒馬捷達因為歧視同性戀的言論，遭到15000英鎊罰款。
- 曼聯後防大將里奧費迪南因為他針對艾殊利高爾的「朱古力雪糕」言論，被罰45000英鎊。
- 前曼城和英格蘭國家足球隊後衛米高波爾，因在twitter發表侮辱同性戀言論，被英足總罰款6000英鎊。
- AC米蘭射手卡斯辛奴因在歐國盃期間發表帶有歧視同性戀者意味的言論，被罰15000歐羅。
- 拉素因為在歐霸盃對陣熱刺的比賽中，有球迷高唱種族歧視歌曲，被歐洲足協罰款3.25萬歐羅。
- 波圖因為有球迷在歐霸盃比賽中，對巴洛迪利說出種族歧視言論，被罰款1.67萬歐羅。
- 俄羅斯國家足球隊和西班牙國家足球隊因為雙方球迷在比賽中的種族歧視言論，分別被罰款24,203和16,137歐羅。

參考來源：

## 著名退役球員
- 安貞桓
- 基士文
- 波歷克
- 梅姆巴
- 菲利普·因扎吉
- 范尼斯特鲁伊
- 古蒂
- 羅伯特·卡洛斯
- 舒夫真高